# Савчишин Володимир Михайлович
Володимир Михайлович Савчи́шин (нар. 16 липня 1988, сел. Сатанів Хмельницького району Хмельницької області — пом. 24 лютого 2022, м. Очаків Миколаївської області) — український військовик, головний старшина Збройних сил України, загинув під час російського вторгнення в Україну. Кавалер ордена «За мужність» III ступеня.

## Життєпис
Володимир Савчишин народився 1988 року у селищі Сатанів на Хмельницької області. Жив і навчався у Сатанівській загальноосвітній школі І—ІІІ ступенів.
Військовик спочатку служив у Криму. Під час окупації півострова російськими військами наприкінці 2014 року перевівся до Очакова Миколаївської області. У грудні 2021 року був призначений командиром катера. У 2020—2021 роках брав участь в ООС на Донеччині. Загинув у перший день російського вторгнення в Україну 24 лютого 2022 року внаслідок ворожого авіаудару по території Очаківського воєнного порту. Він перебував у штабі своєї частини, коли вороги зрівняли її з землею.
Поховали Володимира Савчишина 15 березня 2022 року в рідному селищі Сатанів.

## Нагороди
- орден «За мужність» III ступеня (2022, посмертно) — за особисту мужність під час виконання бойових завдань, самовіддані дії, виявлені у захисті державного суверенітету та територіальної цілісності України, вірність військовій присязі.